# Queens (regional municipality)
Queens, Region of Queens Municipality – jednostka samorządowa (regional municipality) w kanadyjskiej prowincji Nowa Szkocja powstała 1 kwietnia 1996 z połączenia dotychczasowych samorządów hrabstwa Queens: miasta Liverpool i municipal county Queens, jednostka podziału statystycznego (census subdivision). Według spisu powszechnego z 2016 obszar regional municipality to: 2392,63 km², a zamieszkiwało wówczas ten obszar 10 307 osób.